# 북일초등학교 (장성군)
북일초등학교는 대한민국 전라남도 장성군 북일면 오산리에 있는 공립 초등학교이다.

## 학교 연혁
- 1925년 9월 20일 신흥리공립보통학교 개교
- 1938년 4월 1일 신흥리공립심상소학교로 개칭
- 1941년 4월 1일 신흥리공립국민학교로 개칭
- 1950년 6월 1일 신흥리국민학교 개칭
- 1963년 9월 1일 광암분교장 설치
- 1970년 3월 1일 광암국민학교로 승격
- 1981년 3월 1일 병설유치원 개원
- 1989년 3월 1일 광암국민학교 분교장 격하
- 1993년 9월 1일 광암분교장 통폐합
- 1996년 3월 1일 북일초등학교로 개칭
- 2016년 3월 1일 제23대 이형업 교장 부임
- 2017년 2월 10일 제88회 졸업(총 졸업생: 5,904명)

## 참고 자료
- 북일초등학교 - 한국교육학술정보원 학교알리미